# Viktar Valerjevics Zujev
Viktar Valerjevics Zujev (belaruszul: Віктар Валер'евіч Зуеў, oroszul: Виктор Валерьевич Зуев [Viktor Valerjevics Zujev]; Vicebszk, Belorusz SZSZK, 1983. május 22. –) fehérorosz ökölvívó.

## Amatőr eredményei
- 2002-ben bronzérmes az Európa-bajnokságon, az elődöntőben az orosz Jevgenyij Makarenkótól szenvedett vereséget.
- 2003-ban bronzérmes a világbajnokságon nehézsúlyban, az elődöntőben az kubai Odlanier Solístól szenvedett vereséget.
- 2004-ben ezüstérmes az Európa-bajnokságon, a döntőben az orosz Alekszandr Alekszejevtől szenvedett vereséget.
- 2004-ben ezüstérmes az olimpián nehézsúlyban, a döntőben megint Solistól szenvedett vereséget.
- 2007-ben a világbajnokságon már az előselejtezők során kikapott a litván Vitalijus Subaciustól.
- 2009-ben bronzérmes a világbajnokságon nehézsúlyban, az elődöntőben az olasz Roberto Cammarelletől szenvedett vereséget.